# Гетерозис

Гетеро́зис (от др.-греч. ἕτερος ‘другой, различный’ и -ωσις ‘состояние’) — увеличение жизнеспособности гибридов вследствие унаследования определённого набора аллелей различных генов от своих разнородных родителей.
Это явление противоположно инбредной депрессии, нередко возникающей в результате инбридинга (близкородственного скрещивания), приводящего к повышению гомозиготности. Увеличение жизнеспособности гибридов первого поколения в результате гетерозиса связывают с переходом генов в гетерозиготное состояние, при этом рецессивные полулетальные аллели, снижающие жизнеспособность гибридов, не проявляются. Также в результате гетерозиготации могут образовываться несколько аллельных вариантов фермента, действующих в сумме более эффективно, чем поодиночке (в гомозиготном состоянии). Механизм действия гетерозиса ещё не окончательно выяснен. Явление гетерозиса зависит от степени родства между родительскими особями: чем более отдалёнными родственниками являются родительские особи, тем в большей степени проявляется эффект гетерозиса у гибридов первого поколения.

## История
Явление гетерозиса наблюдалось ещё И. Г. Кёльрейтером до открытия законов Менделя. В 1908 году Д. Шелл описал гетерозис у кукурузы.
У растений (по А. Густафсону) выделяют три формы гетерозиса: так называемый репродуктивный гетерозис, в результате которого повышается плодородность гибридов и урожайность, соматический гетерозис, увеличивающий линейные размеры гибридного растения и его массу, и приспособительный гетерозис (называемый также адаптивным), повышающий приспособленность гибридов к действию неблагоприятных факторов окружающей среды.